# Hr.Ms. De Ruyter (1953)

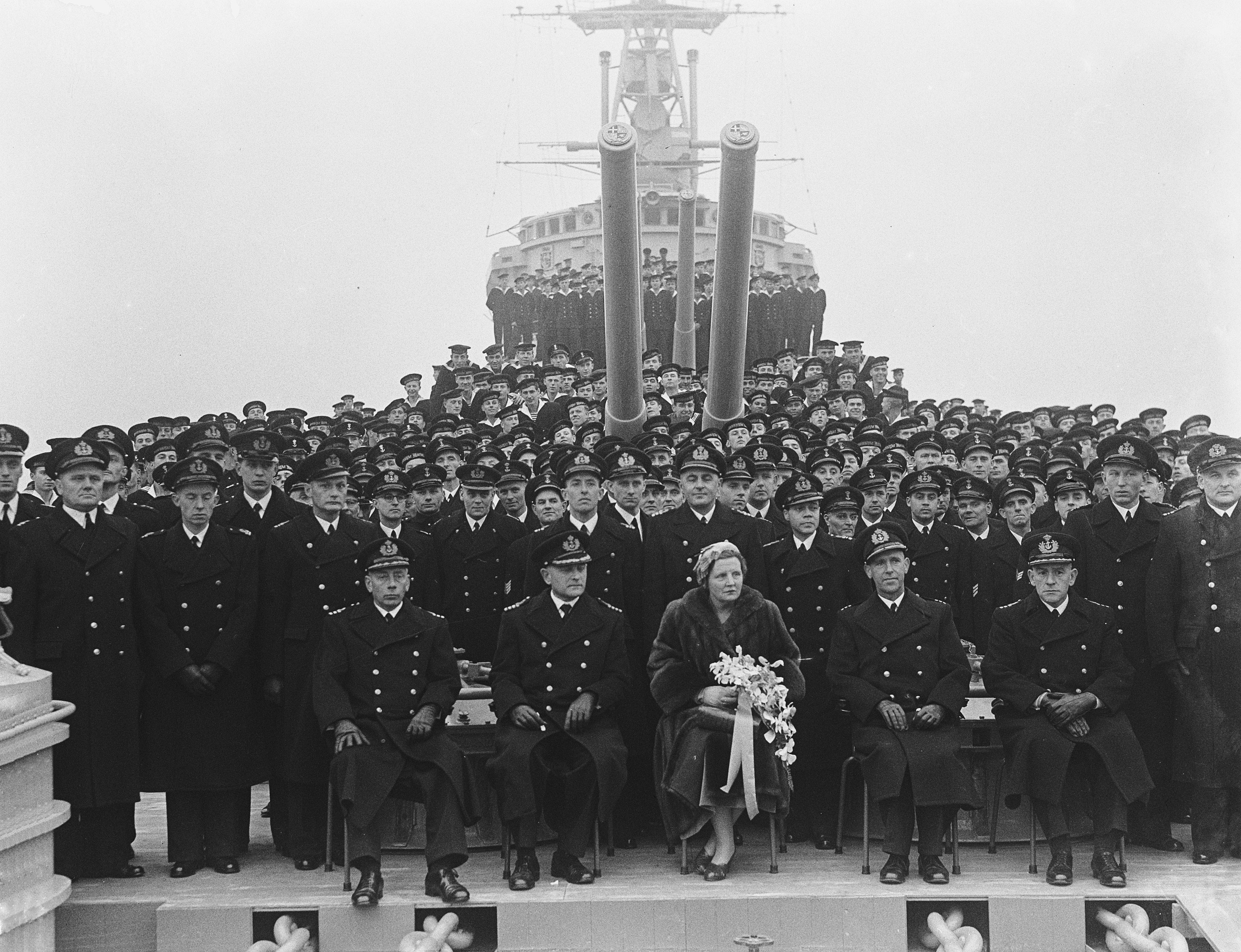
Koningin Juliana naast kapitein W. J. Kruys met officieren en bemanning tijdens de indienststelling in 1953

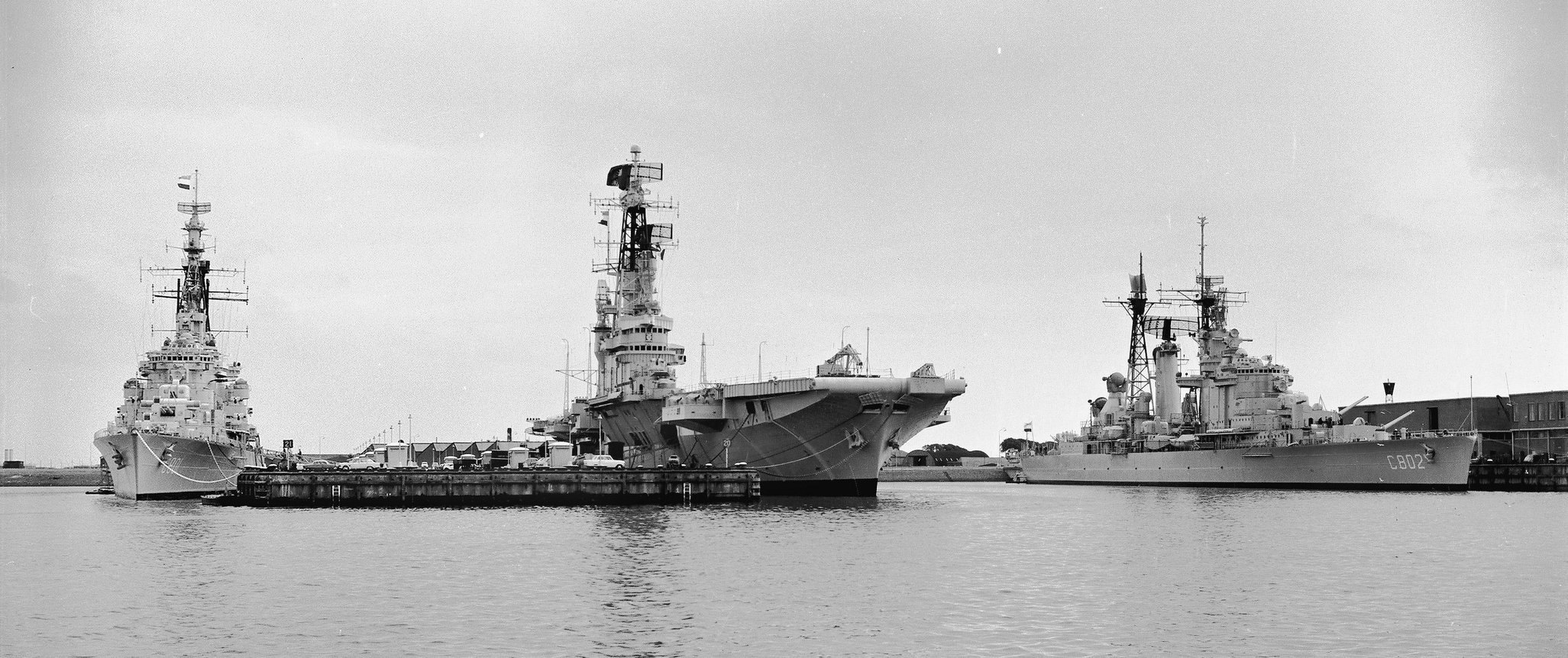
Hr.Ms. De Ruyter samen met Karel Doorman en De Zeven Provinciën

Hr.Ms. De Ruyter (C801) was een Nederlandse lichte kruiser van de De Zeven Provinciënklasse die samen met het zusterschip Hr. Ms. De Zeven Provinciën voor de Tweede Wereldoorlog op stapel waren gezet, ter vervanging van de Java en Sumatra als onderdeel van het vlootplan Dekkers.
Op 18 november 1953 werd de De Ruyter door kapitein-ter-zee W.J. Kruys in dienst gesteld in tegenwoordigheid van Koningin Juliana.
Tot de laatste uitdienststelling op 13 oktober 1972 is het schip ingedeeld geweest in zowel smaldeel 5, als smaldeel 1, en heeft onder meer als vlaggenschip gediend van deze smaldelen en sinds 1 januari 1971 van het eskader.

## Specificaties
Na de bevrijding van Nederland werden er door de marinestaf nieuwe eisen opgesteld waar het schip aan diende te voldoen. Het oorspronkelijke ontwerp was een opgeschaalde De Ruyter die tijdens de oorlog tot zinken was gebracht. Het nieuwe ontwerp hield rekening met lessen die tijdens de oorlog waren geleerd.
Na de oorlog werd het schip afgebouwd met een bewapening die bestond uit acht 152mm-kanonnen, acht 57mm-kanonnen, en acht 40mm-kanonnen. Het schip was 187,3 meter lang, 17,25 meter breed en had een diepgang van 5,64 meter. De waterverplaatsing bedroeg 9725 ton standaard en 11930 volgeladen. De machines van het schip leverden 82500 pk waarmee een snelheid van 32 knopen gehaald kon worden. Het schip werd bemand door 973 man.

## Diensthistorie
Reeds op 5 september 1939 werd de kiel van de toenmalige De Zeven Provinciën op de werf van Wilton-Fijenoord te Schiedam gelegd. 22 augustus 1950, met de tewaterlating door koningin Juliana van haar zusterschip de De Zeven Provinciën werd het schip hernoemd als de De Ruyter. Dit gebeurde op verzoek van Wilton-Fijenoord.
Tijdens de Tweede Wereldoorlog werd het in aanbouw zijnde schip door de Duitsers buitgemaakt en hernoemd tot KH 1. De bouw van het schip werd door de Duitsers voortgezet vanaf augustus 1941 maar verliep echter zeer traag. Op 24 december 1944 werd op de werf van Wilton-Fijenoord het schip te water gelaten met als doel de Nieuwe Waterweg te versperren. De versperring werd echter niet uitgevoerd en na de oorlog werd het schip op de werf verder afgebouwd. Pas op 18 november 1953 werd De Ruyter in dienst gesteld.
Op 13 juni 1955 meerde het schip af aan het IJ voor de Vlootweek in Amsterdam. Op 19 september van dat jaar vertrok het schip vanuit Den Helder voor een reis naar de Nederlandse Antillen. Hier kwamen koningin Juliana en prins Bernhard aan boord om vervolgens verschillende eilanden aldaar te bezoeken.
Op 9 november keerde het schip terug in Den Helder.
Op 16 oktober 1956 bezocht koningin Juliana het schip samen met de president van Liberia tijdens zijn staatsbezoek aan Nederland.
Op 14 mei 1959 vertrokken De Ruyter en de onderzeebootjagers Limburg en Drenthe vanuit Den Helder naar Aarhus in Denemarken om de Perzische sjah over te brengen voor een staatsbezoek aan Nederland. Men kwam op 20 mei in de haven van Amsterdam aan.
Op 1 maart 1960 vertrok het schip vanuit Den Helder samen met de onderzeebootjagers Drenthe, Limburg, Overijssel, Gelderland, het fregat De Bitter en de onderzeeboot Zwaardvis voor een reis naar Marokko en Spanje. Op 2 en 3 maart verleende de bemanning van de schepen hulp bij een aardbeving in Agadir. De schepen keerden op 2 april terug in Den Helder.
Op 30 januari 1964 vertrok het schip als vlaggenschip samen met de onderzeebootjagers Rotterdam en Holland vanuit Den Helder voor oefening naar de Middellandse Zee. De onderzeeboot Zeeleeuw en het fregat De Zeeuw voegden zich later bij de schepen. Op 21 februari deed men de haven van Valletta aan. Op 21 november kwam het bij de haven van Barcelona in aanvaring met het Spaanse schip Mallor Quin. Het Spaanse schip zonk en een opvarende kwam om het leven.
Op 16 mei 1969 nam het schip deel aan een vlootrevue ter gelegenheid van het twintigjarig bestaan van de NAVO met oorlogsschepen uit 12 verschillende NAVO-landen. In totaal namen 63 oorlogsschepen deel. De vlootschouw werd gehouden bij Spithead nabij Portsmouth.

### De Ruyter als Almirante Grau

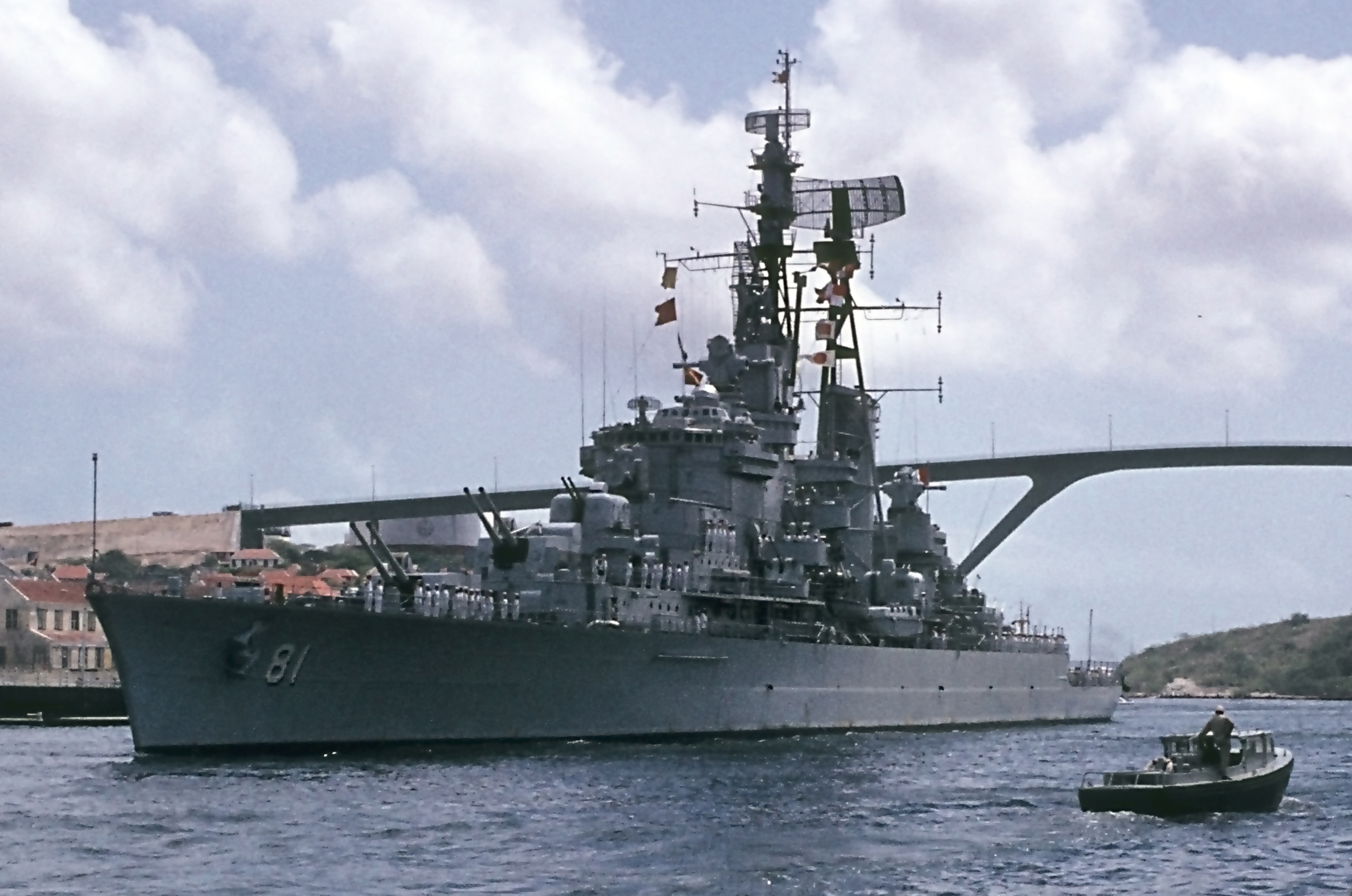
De Almirante Grau verlaat de haven van Curaçao.

Op 13 oktober 1972 werd het schip uit dienst gesteld en voor 22½ miljoen gulden aan Peru verkocht. Het schip werd daar op 23 mei 1973 als BAP Almirante Grau in dienst genomen. Het schip deed tot 26 september 2017 dienst als vlaggenschip van de Peruaanse marine en het was tot dat moment de laatste kruiser in de wereld in actieve dienst die als primaire bewapening kanonnen had.

### Modernisering
De Almirante Grau werd van 1985 tot 1988 gemoderniseerd in Amsterdam. Gedurende de modernisering werd het zusterschip "Aguirre" hernoemd tot Almirante Grau en nam de Aguirre de rol van vlaggenschip over. Nadat de Almirante Grau was teruggekeerd, op 15 februari 1988 kregen beide schepen hun oude naam terug.

### Sloop
De Peruaanse marine stelde het schip in 2017 uit dienst. Het heeft even dienst gedaan bij een stichting maar kwam vanwege de Covid-19 pandemie terug bij de marine. In 2021 zette de marine van Peru het schip te koop, voor 981.000 euro. Op 8 juli werd het schip uit Lima weggesleept naar het grootste staalbedrijf van Ecuador: Adelca, om daar uit elkaar gehaald te worden.